# 墨西哥妍蜂鸟
墨西哥妍蜂鸟（学名：Eupherusa ridgwayi），是雨燕目蜂鸟科的一种鸟类。
墨西哥妍蜂鸟体重约3.8克，翼长约55.8毫米，嘴峰长约20.8毫米，喙宽度约2.8毫米，喙厚度约2.3毫米，跗蹠长约4.8毫米，尾长约35.8毫米。墨西哥妍蜂鸟在其分布区内为留鸟，其栖息在密集的高大树木组成的森林中，食性为草食性，主要食物来源是植物的花蜜。
墨西哥妍蜂鸟分布于墨西哥西部太平洋沿岸的纳亚里特州南部、哈利斯科州和格雷罗州。该物种是单型物种，没有亚种分化。